# Xenicus yaldwyni
Xenicus yaldwyni – gatunek ptaka z endemicznej nowozelandzkiej rodziny barglików (Acanthisittidae). Przy masie mogącej przekraczać 50 g był najcięższym przedstawicielem rodziny. Prawdopodobnie nielotny, wymarł krótko po niezamierzonej introdukcji szczura polinezyjskiego (około 1280 r., związanej z przybyciem ludzi).

## Taksonomia
Z analizy filogenetycznej przeprowadzonej przez Mitchella i współpracowników (2016) wynika, że gatunki te nie tworzą kladu, do którego nie należałby także wymarły gatunek opisany jako Pachyplichas yaldwyni. Na tej podstawie autorzy synonimizują rodzaje Xenicus i Pachyplichas, przenosząc jednocześnie gatunek P. yaldwyni do rodzaju Xenicus.